# 日洛賓
日洛賓（羅馬化：Žlobin）是白俄羅斯的城市，距離首都明斯克215公里的聶伯河畔，由戈梅利州負責管轄，面積28平方公里，海拔高度142米，受大陸性氣候影響，2005年人口75,866。

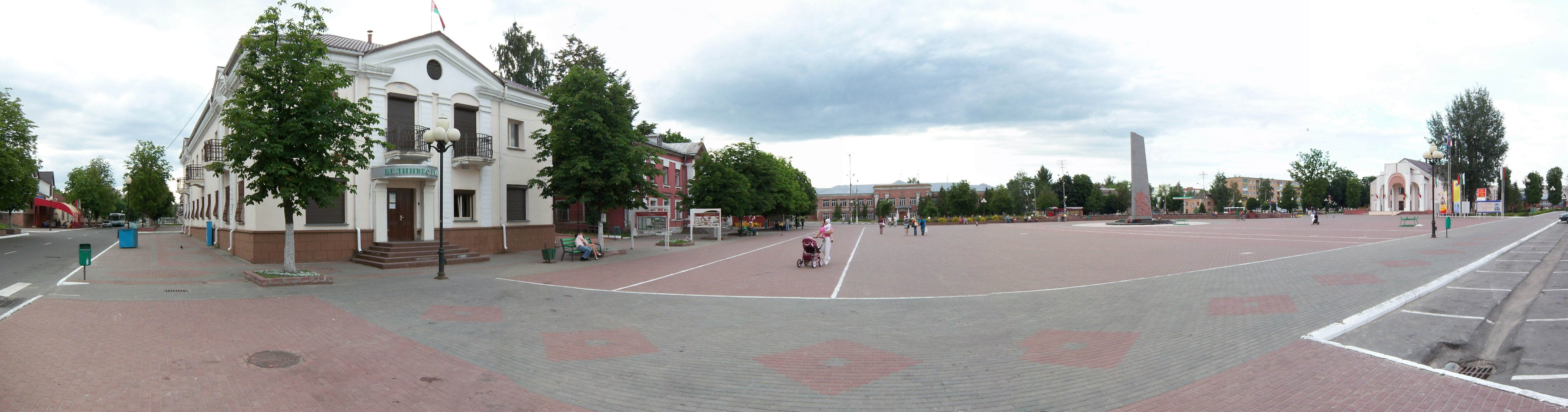
市中心